# Люй Мэн
Люй Мэн (178—220) — китайский военачальник, служивший в армии Сунь Цюаня, правителя царства У. Жил в эпоху династии Восточная Хань.
Он родился в бедной семье и в детстве не получил образования; его старший брат Дэн Дан служил под началом полководца Сунь Цэ. Люй Мэн также поступил позже на службу к Сунь Цэ и за свои военные заслуги был высоко оценён им. После совершения ещё множества военных подвигов на него обратил внимание сам Сунь Цюань, который вдохновил его на получение образование и чтение классических книг, благодаря чему он постепенно стал крупным стратегом и одним из самых мудрых и мужественных генералов. В 217 году он заменил Лу Су на должности командира пограничных войск Сунь Цюаня в провинции Цзинчжоу. Самой известной предпринятой им военной кампанией является вторжение в территории Цзинчжоу, контролировавшиеся Лю Бэем, в ходе которого он победил его полководца Гуань Юя, однако вскоре после этих событий уже тяжело больной к этому времени Люй Мэн умер. В исторических хрониках Люй Мэн изображается первоначально малообразованным, но прилежным тружеником, тщательно изучающим древние науки, который, кроме всего прочего, обогатил китайский язык рядом идиом-чэнъюй.